# Laurente
Laurente est une ville de l'Italie antique. Selon Jérôme Carcopino, il n'y eut pas de ville ainsi nommée et ceux qui parlaient de Laurente parlaient, sans le savoir, de Lavinium. En particulier, les passages de l'Énéide qu'on croyait se rapporter à Laurente étaient des périphrases pour Lavinium.